# Carl Ludwig Philipp Zeyher
Karl Ludwig Philipp Zeyher (Dillenburg, 2 agosto 1799 – Città del Capo, 13 dicembre 1858) è stato un botanico ed entomologo danese.
Insieme a Christian Friedrich Ecklon ha scritto Enumeratio Plantarum Africae Australis, catalogo descrittivo delle piante del Sudafrica.
A Zeyher sono dedicati il genere Zeyheria Mart., Zeyherella (Engl.) Aubrèv. & Pellegr. e un largo numero di nominazioni specifiche. Il suo erbario è conservato presso il South African Museum.

## Opere
- (LA) Christian Friedrich Ecklon e Carl Ludwig Philipp Zeyher, Enumeratio plantarum Africae australis extratropicae: quae collectae, determinatae et expositae, 1ª ed., Amburgo, Sumtibus auctorum. Prostat apud Perthes & Besser, 1835, DOI:10.5962/bhl.title.48, OCLC 5158897. URL consultato il 23 febbraio 2021.